# Вешхово (гміна)
Гміна Вешхово (пол. Gmina Wierzchowo) — сільська гміна у північно-західній Польщі. Належить до Дравського повіту Західнопоморського воєводства.
Станом на 31 грудня 2011 у гміні проживало 4430 осіб.

## Територія
Згідно з даними за 2007 рік площа гміни становила 236.65 км², у тому числі:
- орні землі: 32.00%
- ліси: 61.00%

Таким чином, площа гміни становить 13.36% площі повіту.

## Населення
Станом на 31 грудня 2011:
| Опис     | Загалом | Загалом | Чоловіки | Чоловіки | Жінки | Жінки |
| -------- | ------- | ------- | -------- | -------- | ----- | ----- |
| одиниця  | осіб    | %       | осіб     | %        | осіб  | %     |
| все      | 4430    | 100     | 2256     | 50.93    | 2174  | 49.07 |
| міське   | 0       | 100     | 0        |          | 0     |       |
| сільське | 4430    | 100     | 2256     | 50.93    | 2174  | 49.07 |

## Сусідні гміни
Гміна Вешхово межує з такими гмінами: Валч, Злоценець, Каліш-Поморський, Мірославець, Чаплінек.